# Republika parlamentarna

Mapa na której oznaczono państwa według systemu parlamentarnego

Republika parlamentarna – system parlamentarny, w którym parlament ma znaczny i stały wpływ na ustawodawstwo i władzę wykonawczą, oraz między innymi odpowiada przed nim politycznie rząd, a głowa państwa pełni funkcje reprezentacyjne.

## Uprawnienia
Natomiast w przeciwieństwie do republik funkcjonujących w systemie prezydenckim lub półprezydenckim, głowa państwa zwykle nie ma uprawnień wykonawczych, jakie miałby prezydent (niektórzy mogą mieć uprawnienia rezerwowe lub nieco większy wpływ poza tym), ponieważ wiele z tych uprawnień zostało przyznanych szefowi rządu (zwykle zwanemu premierem).